# Ngouenjingoumbe
Ngouenjingoumbe (ou Ngwen Njingoumbe, Njimgbet, Njingoumbe) est un village du Cameroun situé dans le département du Noun et la Région de l'Ouest. Il fait partie de l'arrondissement de Kouoptamo.

## Population
En 1966, la localité comptait 1 701 habitants. Lors du recensement de 2005, on y a dénombré 4 170 personnes.

## Infrastructures
Ngouenjingoumbe dispose d'une école publique.